# Auksotrof
Auksotrofy – organizmy żywe, pozbawione zdolności syntezy określonych, niezbędnych do ich wzrostu, skomplikowanych związków organicznych, takich jak witaminy, zasady purynowe czy aminokwasy. Organizm auksotroficzny musi pobierać ten związek z otoczenia, jako składnik swojego pożywienia. Przeciwieństwem auksotrofów są prototrofy.
Auksotroficzne szczepy mikroorganizmów mogą powstawać ze szczepów prototroficznych w wyniku mutacji, np. delecji genu szlaku biosyntezy aminokwasu. Takie szczepy są często celowo generowane metodami inżynierii genetycznej i wykorzystywane w badaniach naukowych. Wiele gatunków organizmów żywych (np. ludzie) jest w sposób naturalny auksotrofami wobec licznych substancji.